# Weiße Höswurz
Die Weiße Höswurz (Pseudorchis albida (L.) A. & D.Löve, Syn.: Gymnadenia albida (L.) Rich., Leucorchis albida (L.) E.Mey.), auch  Weißzunge oder Weißzüngel genannt, ist eine der beiden Arten der Pflanzengattung Höswurzen (Pseudorchis) in der Familie der Orchideen (Orchidaceae). Sie zählt neben der Grünen Hohlzunge (Dactylorhiza viridis)  und dem Zwergstendel (Chamorchis alpina) zu den typischen Orchideen der Bergwiesen.

## Beschreibung

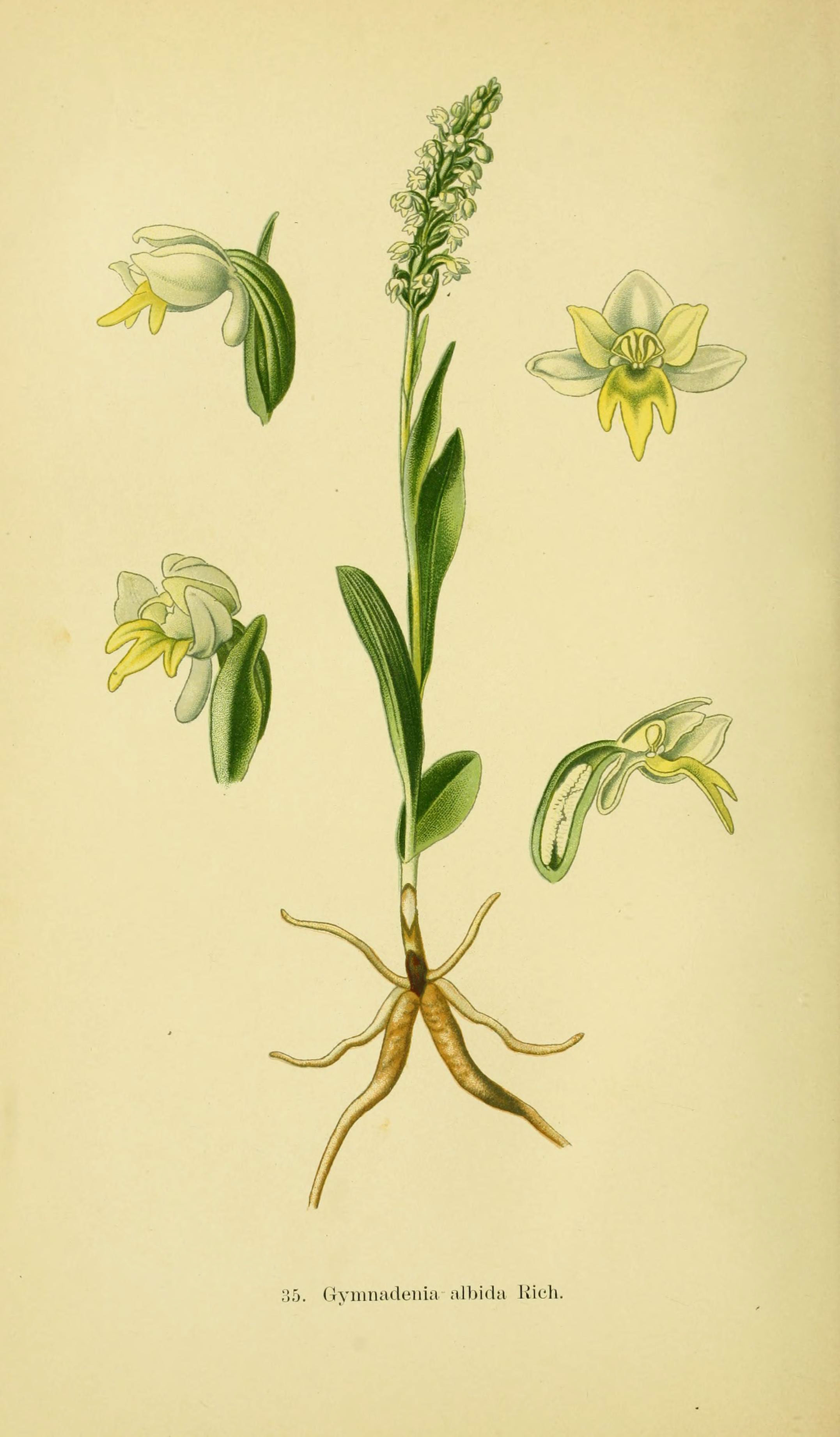
Illustration aus Abbildungen der in Deutschland und den angrenzenden Gebieten vorkommenden Grundformen der Orchideenarten, Tafel 35

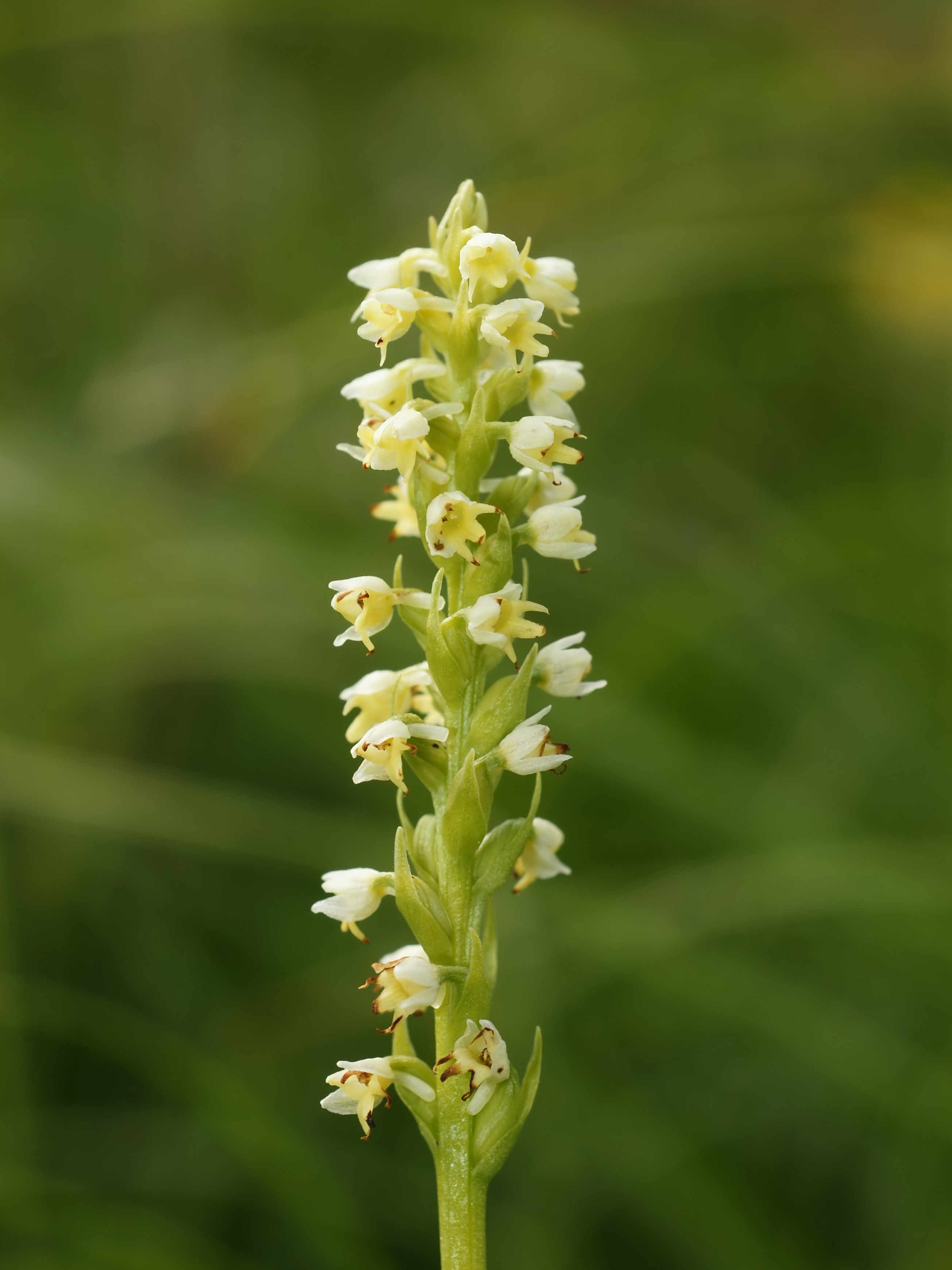
Blütenstand

### Vegetative Merkmale
Die Weiße Höswurz wächst als schlanke, ausdauernde krautige Pflanze und erreicht Wuchshöhen von 10 und 40 Zentimetern. Sie ist ein Knollengeophyt und trägt 2 tief gespaltene Knollen, deren Abschnitte sich allmählich verschmälern und in lange Wurzaln auslaufen. Die drei bis sieben Laubblätter sind am Stängel verteilt, die unteren sind länglich-eiförmig bis länglich-lanzettlich. Die grundständigen Blätter sind 5 bis 9 Zentimeter lang und 1 bis 2 Zentimeter breit und ungefleckt. Das oberste Stängelblatt ist 1 bis 4 Zentimeter lang und erreicht den Beginn des Blütenstands nicht.

### Generative Merkmale
Die Blütezeit reicht von Juni bis August. Der Blütenstand ist schmal-walzenförmig,  4,5 bis 8 Zentimeter lang und dicht mit 20 bis 50 Blüten besetzt. Die Tragblätter sind etwa so lang wie der Fruchtknoten und 6 bis 8 Millimeter lang. Der Fruchtknoten ist gedreht und 2 bis 2,5 Millimeter dick.
Die zwittrige Blüte ist zygomorph und dreizählig. Sie ist gelblich- bis weißlich-grün und duftet schwach. Die Blütenhüllblätter sind helmförmig zusammenneigend. Die Lippe ist tief dreilappig, wobei der Mittellappen zungenförmig und die Seitenlappen meist zugespitzt und schmäler als der Mittellappen sind. Der Sporn ist 2 bis 3 Millimeter lang. Die Frucht ist sitzend, schlank eiförmig, 4 bis 8 Millimeter lang und 2 bis 4 Millimeter dick. Die Fruchtreife ist Anfang Oktober.
Die Chromosomenzahl beträgt 2n = 40 oder 42.

## Ökologie
Über die Bestäuber ist wenig bekannt; es wurden Schmetterlinge beobachtet. Wegen des hohen Fruchtansatzes ist auch Autogamie anzunehmen.

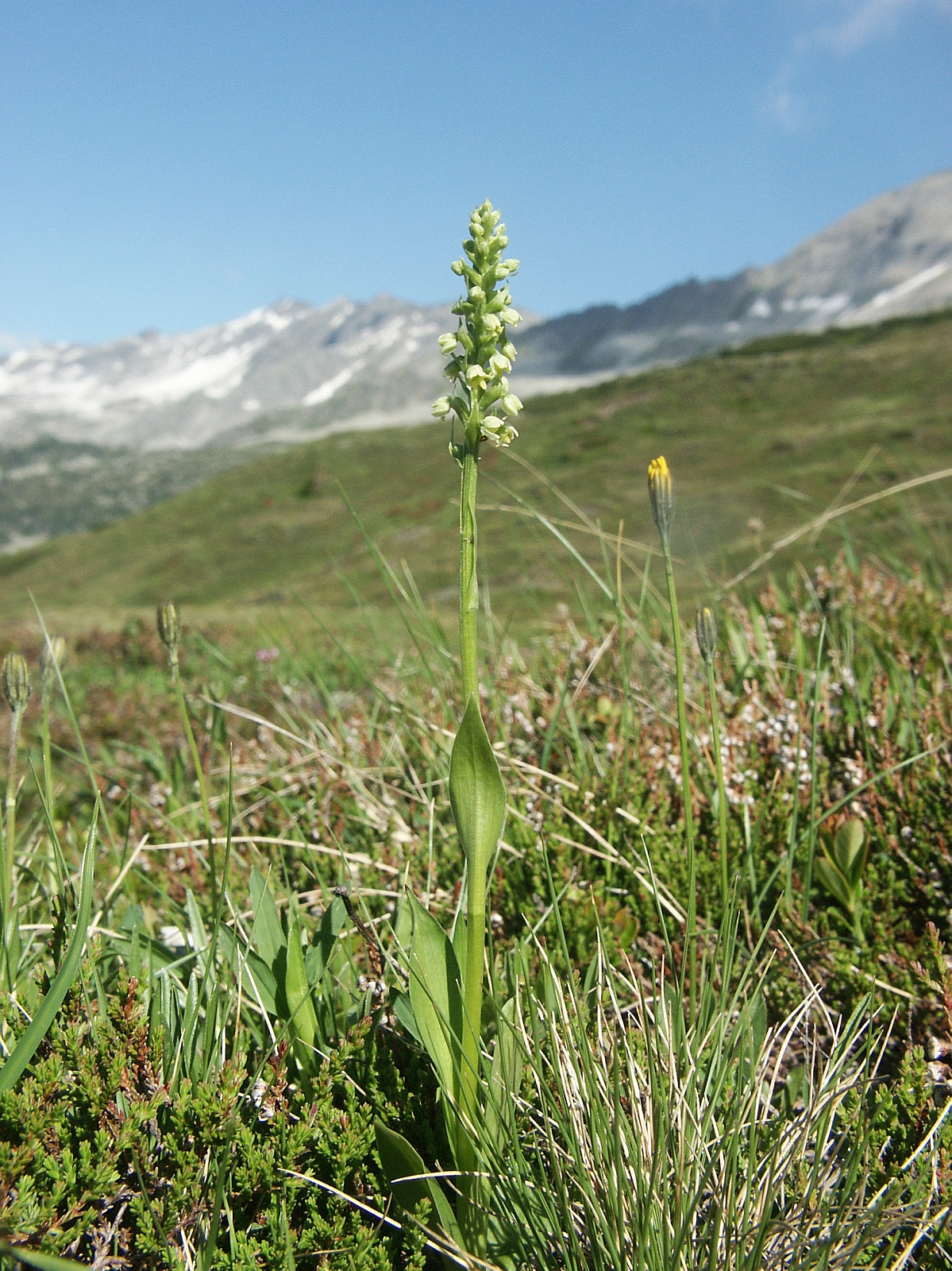
Weiße Höswurz (Pseudorchis albida) in den Zillertaler Alpen

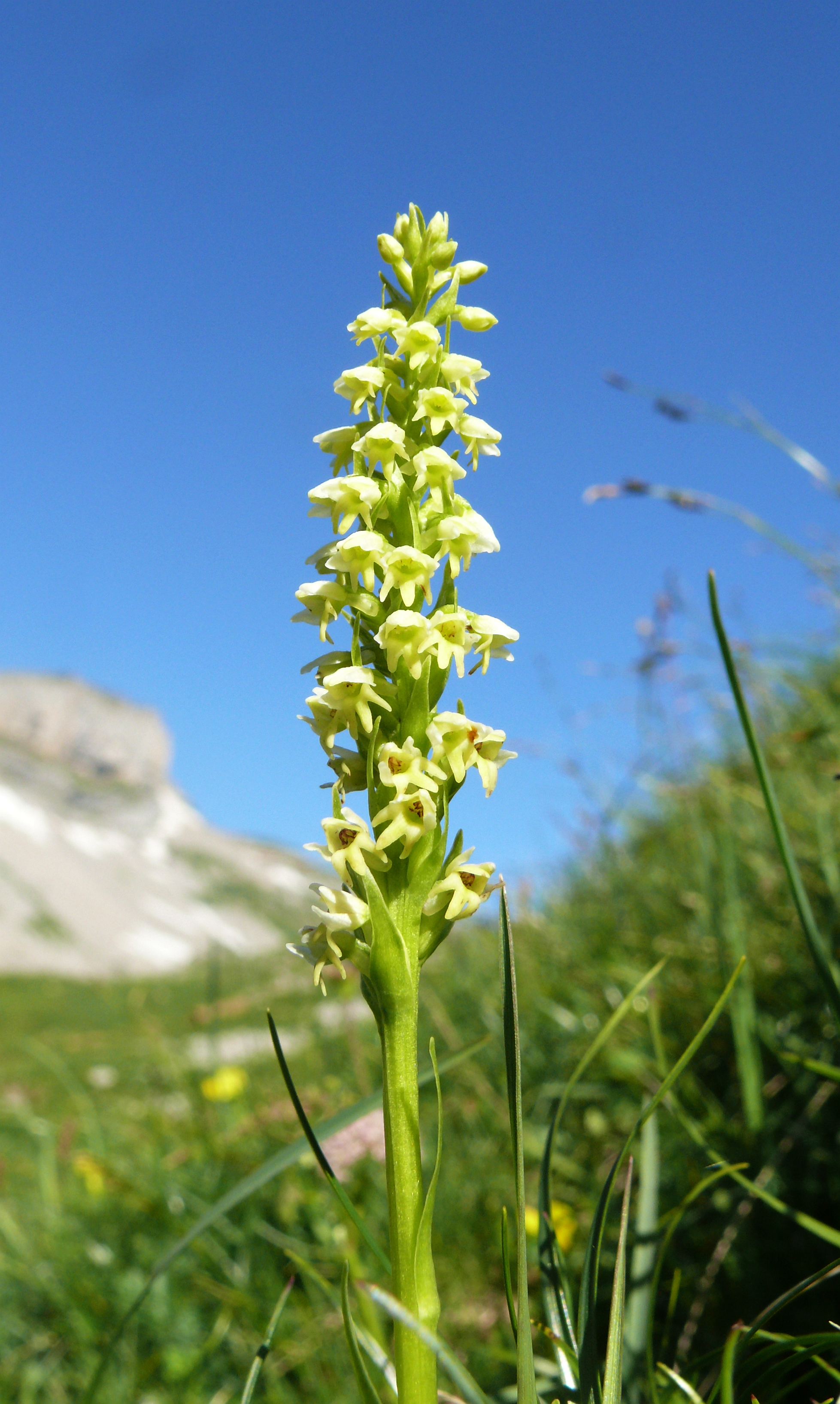
Weiße Höswurz (Pseudorchis albida) in den Allgäuer Alpen

## Vorkommen
Das weite Verbreitungsgebiet reicht von Europa bis Russlands Fernem Osten und vom östlichen Kanada bis Grönland. In Europa kommt sie in fast allen Ländern vor und fehlt nur in Portugal, im Baltikum, Albanien, Griechenland und in der Türkei; früher hatte sie auch Vorkommen in Belgien und in den Niederlanden. In Österreich ist sie zerstreut bis mäßig häufig, fehlt jedoch im Burgenland und in Wien.
Die Weiße Höswurz gedeiht in Mitteleuropa meist auf bodensauren Magerrasen, Weiderasen und Zwergstrauchgesellschaften von der untermontanen bis alpinen Höhenstufe. Die Weiße Höswurz gedeiht auf mäßig frischen, mehr oder weniger basenreichen, kalkfreien, sauren, modrig-torfig humosen, steinigen oder reinen Lehmböden. Die Weiße Höswurz ist eine Charakterart des Verbands Nardion und kommt gern zusammen mit der Arnika (Arnica montana) vor. Seltener findet sie sich auch in Pflanzengesellschaften der Verbände Violion caninae oder Juncion squarrosi. In den Allgäuer Alpen steigt die Weiße Höswurz bis in Höhenlagen von 2200 Metern auf.
Nach Baumann und Künkele hat die Art in den Alpenländern folgende Höhengrenzen: Deutschland 50 bis 2310 Meter, Frankreich 800 bis 2600 Meter, Schweiz 500 bis 2550 Meter, Liechtenstein 1100 bis 2200 Meter, Österreich 700 bis 2370 Meter, Italien 590 bis 2550 Meter, Slowenien 200 bis 2250 Meter. In Europa kommt sie von 1 Meter über Meereshöhe in Norwegen bis in Höhenlagen von 2700 Metern in Bulgarien vor.
Die ökologischen Zeigerwerte nach Landolt et al. 2010 sind in der Schweiz: Feuchtezahl F = 3w (mäßig feucht aber mäßig wechselnd), Lichtzahl L = 4 (hell), Reaktionszahl R = 1 (stark sauer), Temperaturzahl T = 2 (subalpin), Nährstoffzahl N = 1 (sehr nährstoffarm), Kontinentalitätszahl K = 2 (subozeanisch).

## Naturschutz und Gefährdung
Die Weiße Höswurz ist in Deutschland durch die BArtSchV besonders geschützt. In der Schweiz gilt die Art als nicht gefährdet; in Baden-Württemberg gilt sie als stark gefährdet.

## Systematik
Die Erstveröffentlichung erfolgte 1753 unter dem Namen (Basionym) Satyrium albidum durch Carl von Linné in Species Plantarum, Tomus II, S. 944. Die Neukombination zu Pseudorchis albida (L.) Á.Löve & D.Löve wurde 1969 Áskell Löve und Doris Benta Maria Löve in Taxon, Band 18, S. 312 ausgeführt. Synonyme von Pseudorchis albida (L.) Á.Löve & D.Löve sind Leucorchis albida (L.) E. Mey., Habenaria albida (L.) R. Br. und Gymnadenia albida (L.) Rich.
Je nach Autor gibt es wenige Unterarten:
- Pseudorchis albida subsp. albida: Sie kommt von Europa bis Ostasien vor.[1]
- Pseudorchis albida subsp. tricuspis (Beck) E.Klein: Sie kommt nur in Europa und hier in Skandinavien, im nördlichen Russland, in Mitteleuropa, Frankreich, Italien, im früheren Jugoslawien und in Rumänien vor.[1] In Deutschland wurde sie neu nachgewiesen in den Allgäuer Alpen von Bayern bei der Hinteren Entschen-Alpe im Retterschwanger Tal, bei der Taufers-Alpe und beim Salober[5]; außerdem kommt sie in den Berchtesgadner Alpen vor.[7]

Nicht mehr als Unterart, sondern als eigenständige Art wird angesehen:
- Pseudorchis straminea (Fernald) Soják (Syn.: Pseudorchis albida subsp. straminea (Fernald) Á.Löve & D.Löve): Sie kommt von Nordwesteuropa bis Neufundland vor.[1]

### Hybriden
Sie bildet sehr selten Hybriden mit Gymnadenia conopsea, Gymnadenia odoratissima und Nigritella rhellicani.